# Abdelhamid Abaaoud
Abdelhamid Abaaoud (arabisch عبد الحميد أبا عود, DMG ʿAbd al-Ḥamīd Abā ʿŪd, * 8. April 1987 in Anderlecht; † 18. November 2015 in Saint-Denis, Frankreich), bekannt auch unter den Kampfnamen Abu Omar al-Baldschiki (französisch Abou Omar al-Baljīkī) bzw. Abou Omar el-Belgiki („der Belgier“) sowie Abou Omar (Al-)Soussi, war ein belgischer islamistischer Terrorist marokkanischer Herkunft der Terrororganisation Islamischer Staat (IS). Er gilt unter anderem als Planer der Anschläge am 13. November 2015 in Paris.

## Kindheit und Jugend
Abdelhamid Abaaoud wurde 1987 als eines von sechs Kindern marokkanischer Eltern in Anderlecht in der belgischen Region Brüssel-Hauptstadt geboren. Sein Vater war 1975 aus dem Süden Marokkos nach Belgien gekommen und hatte in einem Bergwerk gearbeitet, bevor er ein Bekleidungsgeschäft eröffnete.
Abaaoud wuchs in der Gemeinde Molenbeek-Saint-Jean nördlich von Anderlecht auf und besaß die belgische und marokkanische Staatsangehörigkeit. Molenbeek-Saint-Jean gilt als zweitärmste Gemeinde Belgiens mit sehr hoher Arbeitslosigkeit. Die mehrheitlich von Personen mit marokkanischen Wurzeln bewohnte Gemeinde ist seit den 2010er-Jahren als Schwerpunkt von Islamisten und Terrorsympathisanten bekannt. Da seine Eltern ehrgeizige Ziele für Abaaoud hatten, schickten sie ihn auf eine Schule im vornehmen Wohnviertel Uccle, das Collège Saint-Pierre. Dort ging er ab 1999 zwei Jahre lang zusammen mit Kindern der reichsten Familien Brüssels zur Schule. Damalige Mitschüler beschreiben ihn im Rückblick als gut integrierten Schüler, der sich mit allen verstanden, mit einigen Jungen Fußball gespielt und Stimmung in die weltoffene Klasse gebracht habe.
Seit seiner Kindheit war Abaaoud mit Salah Abdeslam befreundet. Gemeinsam begingen sie 2010 und 2011 in Brüssel verschiedene Straftaten. Beide wurden dabei mindestens einmal gefasst.

## IS-Terrorismus
Etwa 2013 soll sich Abdelhamid Abaaoud dem IS angeschlossen haben. Unter seinem Kampfnamen tauchte er seither in mehreren Propagandavideos der Dschihadisten auf. Abaaoud posierte auf Fotos mit seinem damals 13-jährigen Bruder Younes Abaaoud. Diesen lockte er ebenfalls nach Syrien. Der Junge hält auf den Bildern Waffen in den Händen.
Im Januar 2014 wurde Abaaoud am Flughafen Köln/Bonn kontrolliert, als er nach Istanbul ausreisen wollte. Man hinderte ihn aber nicht an der Weiterreise, da damals laut Behördenangaben kein Grund dafür vorgelegen habe. Da er im Schengener Informationssystem eingetragen war, wurden die belgischen Behörden über diese Kontrolle informiert. Angeblich wollte er Freunde und Bekannte besuchen und dann nach Köln zurückkehren; eine spätere Wiedereinreise wurde aber nicht festgestellt. Nach Angaben aus Sicherheitskreisen hielt er sich 2007 schon einmal in Köln auf, die Hintergründe des Besuchs sind unklar.
Ein Jahr später reiste Abaaoud im Januar 2015, kurze Zeit nach den Anschlägen auf Charlie Hebdo und einen jüdischen Supermarkt in Paris, als Anführer einer dreiköpfigen Dschihadistenzelle von Syrien nach Belgien ein, um dort Anschläge zu verüben. Nach Erkenntnissen der Ermittler beabsichtigte das Trio, Kioske zu zerstören, in denen die Charlie-Hebdo-Ausgabe verkauft werden sollte, die nach dem Attentat auf die Redaktion des Satiremagazins erschien.
Die belgische Polizei konnte die Anschläge jedoch rechtzeitig vereiteln. Noch ehe die Gruppe ihre Pläne verwirklichen konnte, wurde ihr Versteck am 15. Januar 2015 im belgischen Verviers von Polizeikräften gestürmt. Zwei der Terroristen wurden im Verlauf des Zugriffs getötet. Abaaoud befand sich zum Zeitpunkt der Razzia nicht in der Wohnung; er konnte über Griechenland nach Syrien fliehen. Wahrscheinlich konnte er dabei auf ein Netzwerk von Islamisten zurückgreifen. Im Februar 2015 gab er Dabiq – dem englischsprachigen Propagandamagazin des IS – ein Interview, in dem er erklärte, er sei damals mit zwei Gesinnungsgenossen nach Europa gereist, „um die Kreuzzügler zu terrorisieren, die Krieg gegen die Muslime führen.“ Nach dem gescheiterten Attentatsplan sei ihm die Rückkehr nach Syrien gelungen, obwohl ihm die Behörden in Griechenland auf der Spur gewesen seien. „All das beweist, dass ein Muslim die Geheimdienste der Kreuzzügler nicht fürchten sollte“, erklärte er.
Abdelhamid Abaaoud wurde daraufhin von einem belgischen Gericht Ende Juli 2015 in Abwesenheit zu zwanzig Jahren Zuchthaus wegen der Rekrutierung von Kämpfern für das Terrornetzwerk IS verurteilt. Der Richter bezeichnete ihn als wichtigsten IS-Rekrutierer in Belgien. Behördenkreise vermuten Abdelhamid Abaaoud auch hinter dem Anschlag auf einen Thalys-Schnellzug vom August 2015. Laut dem französischen Innenminister Bernard Cazeneuve wurde nach Abaaoud schon vor den Anschlägen in Paris gefahndet, da er an vier von sechs geplanten Anschlägen seit dem Frühjahr beteiligt gewesen sein soll, unter anderem sollte im April die Kirche Saint-Cyr-Sainte-Julitte im Pariser Vorort Villejuif angegriffen werden.
Der staatliche französische Sender France 2 zeigte nach den Anschlägen von Paris vom November 2015 Bilder des lachenden Abaaoud in Syrien, wie er mehrere Leichen hinter seinem Auto herschleifte. Französische Medien berichteten, die französische Luftwaffe habe versucht, Abaaoud in einem IS-Bunker in der IS-Hochburg Ar-Raqqa durch Luftschläge zu töten.
Le Monde berichtete, der nach Frankreich zurückgekehrte französische Islamist Reda Hame habe von Abdelhamid Abaaoud 2000 Euro mit dem Auftrag erhalten, „einfache Ziele wie einen Konzertsaal“ anzugreifen und dabei so viele Menschen wie möglich zu töten. Das soll Reda Hame im August 2015 zu französischen Ermittlern gesagt haben.

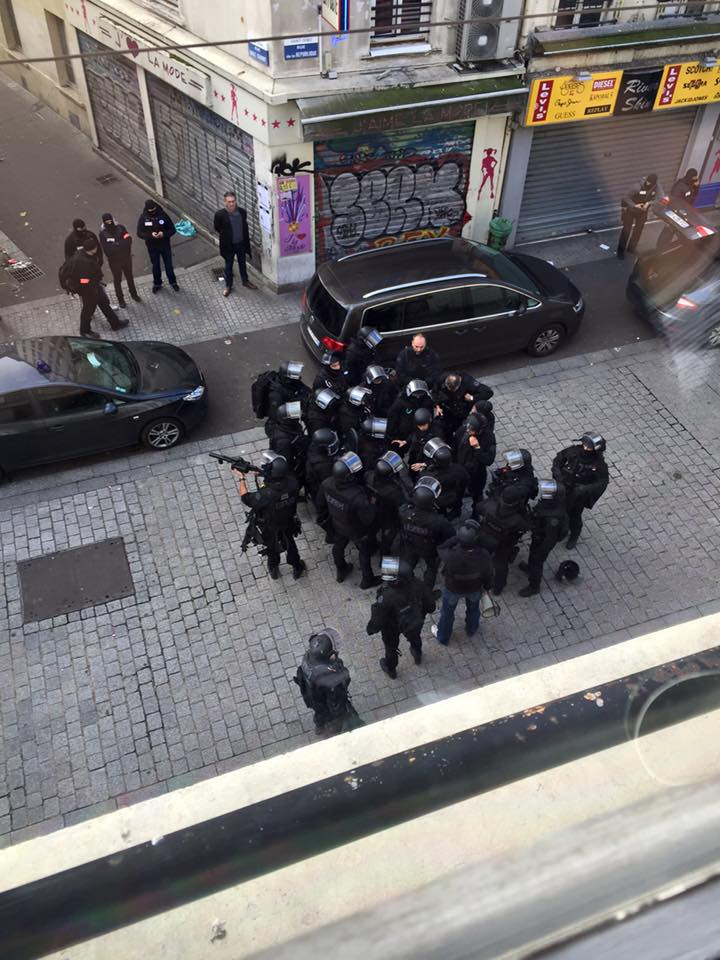
Polizeirazzia in Saint-Denis am 18. November 2015 in der Rue du Corbillon

 Am 18. November 2015 kam Abaaoud im Rahmen einer siebenstündigen Razzia, die in Verbindung mit den Anschlägen vom 13. November 2015 stand, in der Rue du Corbillon im Pariser Vorort Saint-Denis im Alter von 28 Jahren ums Leben. Er wurde in der gestürmten Wohnung – in der sich zu diesem Zeitpunkt mindestens drei Personen befanden – von mehreren Kugeln und einem Granatsplitter getroffen und später anhand seines Fingerabdrucks identifiziert, da sein Leichnam sehr entstellt war. Als sich einer der Verdächtigen während des Polizeieinsatzes, bei dem die Polizeikräfte mehr als 5000 Schüsse abfeuerten, in die Luft sprengte, starb auch Abaaouds 26-jährige, französisch-marokkanische Cousine Hasna Aitboulahcen (bzw. Hasna Aït Boulahcen), nachdem sie eine Salve aus einer Kalaschnikow abgefeuert hatte. Sie war seit Mai 2013 Geschäftsführerin des Bauunternehmens Beko Construction in Épinay-sur-Seine. Zuvor berichteten die Medien, sie hätte sich selbst gesprengt. Dies lag auch daran, dass die Wohnung nach der Razzia und der Sprengung sehr zerstört war (ein Loch in der Außenwand und die Decke war eingestürzt) und man die Leiche des Selbstmordattentäters deswegen erst am 20. November 2015 fand; sein Kopf war bei der Stürmung der Wohnung aus dem 3. Stock gefallen.